# Eustomias inconstans
Eustomias inconstans es una especie de pez de la familia Stomiidae.

## Morfología
Los machos pueden llegar alcanzar los 16,4 cm de longitud total.

## Hábitat
Es un pez de mar y de aguas profundas que vive hasta 1.100 m de profundidad.

## Distribución geográfica
Se encuentra en Oahu (Hawái).